# Дупяшка табличка
Дупяшката табличка е дървена неолитна табличка, датирана 5202 ± 123 г. пр. н.е, открита в Дупяшкото неолитно селище, Костурско, Гърция, върху която има знаци, които е възможно да са неолитен надпис с дунавската протописменост.
Табличката е открита през юли 1993 година от екип, начело с Георгиос Хурмузиадис, професор по праисторическа археология в Солунския университет. Представлява кедрова дъсчица с почти квадратна форма и размери 23 х 19,2 х 2 cm, по която има следи от огън. Изкопът е направен на няколко метра от северозападната страна на източния изкоп. Оформен е квадрат с дървени панели и водата е изпомпвана постоянно навън. Когато постепенно е премахната калта, дървената табличка се появява, плуваща над водата. На повърхността на артефакта, наречена предна, могат да се различат до 10 реда линейни вертикално и хоризонтално начертани „символи“. Сходни начертани знаци има и на горната тънка страна на табличката. Знаците са запазени благодарение на безкислородната, тафономична среда. След изсушаването обаче, по-голямата част от дълбочината на начертанията е загубена.
Табличката е датирана с въглероден анализ към 5202 ± 123 г. пр.н.е. и е най-старата гравирана дървена табличка.